# Wiljan Vloet
Wilhelmus Johannes Martinus Maria (Wiljan) Vloet (Schijndel, 10 september 1962) is een Nederlands voetbaltrainer en sportbestuurder. Sinds 2021 is hij operationeel directeur van de Westerschelde Ferry.

## Biografie

### Jeugd en spelerscarrière
Vloet kwam als voetballer nooit uit voor een profclub. Hij speelde zijn wedstrijden in zijn geboortedorp met RKSV Schijndel, waarmee hij de eerste klasse bereikte. In 1979 verhuisde hij op 17-jarige leeftijd naar Friesland, waar hij aan het CIOS ging studeren. Hij ging in Friesland spelen voor VV Heerenveen nadat hij na een proeftraining te licht bevonden werd voor de proftak van de club, sc Heerenveen. Vloet speelde met VV Heerenveen in de derde klasse van het amateurvoetbal. Vloet ging wel aan de slag bij sc Heerenveen, waar hij de B-jeugd onder zijn hoede kreeg. In 1982 keerde hij terug naar Brabant en ging opnieuw spelen voor RKSV Schijndel. Na een jaar besloot hij echter weer terug te keren naar Friesland om daar het naast Heerenveen gelegen VV Akkrum te gaan trainen en te gaan spelen bij Dijka Steenwijk, waar Foppe de Haan zijn trainer was.

### Trainer in het amateurvoetbal
In 1984 studeerde Vloet af aan het CIOS en besloot hij zijn actieve carrière te beëindigen. Samen met zijn oud-trainer bij Dijka Steenwijk Foppe de Haan begon hij aan de cursus oefenmeester 1, terwijl hij met losse projecten naam opbouwde. Hij was onder meer actief voor SV Heusden en de jeugdopleiding van FC Den Bosch. Bij de selectie van Dijka Steenwijk fungeerde hij als spitsentrainer. In maart 1985 schoof Dijka Steenwijk de dan 23-jarige Vloet door naar de functie van hoofdtrainer. Hij volgde Foppe de Haan op, die naar sc Heerenveen vertrok, om daar leiding te geven aan het tweede elftal. Naast trainer van de selectie was Vloet ook trainer van een aantal andere, lager spelende, seniorenteams. Vloet kende een slechte start bij Steenwijk. In zijn eerste seizoen degradeerde hij met de club naar de tweede klasse. In zijn tweede seizoen leek Vloet met zijn ploeg op weg naar promotie. In de winterstop stond de ploeg op de tweede plaats van de tweede klasse. De tweede seizoenshelft verliep echter zo desastreus dat de club aan het eind van het seizoen degradeerde.
In de zomer van 1987 vestigde Vloet zich weer in Brabant en werd trainer van JVC'31 in Cuijk. In zijn eerste seizoen degradeerde hij met de club uit de derde klasse. In het seizoen erna wist hij niet te promoveren. Hierna werd hij trainer van Sparta '25 uit het Brabantse Beek en Donk. De ploeg kende sportieve malaise en was de voorgaande twee seizoenen gekelderd van de Hoofdklasse naar de tweede klasse. Het lukte Vloet ook niet de sportieve malaise te stoppen en in zijn eerste seizoen zakte de ploeg nog dieper weg naar de derde klasse. Hier presteerde hij goed met de ploeg en na een tweede plaats in 1991, dwong hij in 1992 met de ploeg promotie af naar de tweede klasse. In 1993 eindigde hij hier verdienstelijk op de vierde plaats.
In de zomer van 1993 stapte hij over naar medetweedeklasser OJC Rosmalen, waar hij zes seizoenen actief voor zou zijn. In zijn eerste seizoen dwong Vloet met het kampioenschap in de tweede klasse directe promotie af naar de eerste klasse. Vloet wist het elftal goed stand te houden in de eerste klasse en eindigde achtereenvolgens op de achtste, zevende en vierde positie, voor de hij in 1998 de club kampioen van de eerste klasse maakte en daarmee promotie naar de hoofdklasse afdwong. In het seizoen 1998-1999 speelde Vloet met de ploeg in de hoofdklasse en sloot het seizoen af op de vijfde positie.

### FC Den Bosch en Roda JC
De prestaties van Vloet bleven niet onopgemerkt en in 1999 maakte hij de overstap naar het betaald voetbal. Vloet werd hoofd jeugdopleidingen bij FC Den Bosch en voerde deze functie twee jaar uit. In het seizoen 2001-2002 was hij trainer-coach van Bosschenaren. Hij degradeerde met de club via de nacompetitie uit de Eredivisie.
Zelf stapte Vloet over naar Roda JC, waarvan hij vanaf 2002 drie seizoenen lang trainer was. Vloet werd gehaald om, na een schoonmaak van de selectie, de discipline aan te halen. Hij werkte in die jaren nauw samen met geldschieter Nol Hendriks. In zijn eerste seizoen deed de ploeg tot de laatste ronde mee voor een ticket in de UEFA Cup. Zijn tweede seizoen was wisselvalliger, zo werd de ploeg in de KNVB beker uitgeschakeld door hoofdklasser VV Baronie. Uiteindelijk miste Roda op een punt na wederom Europees voetbal. Zijn derde seizoen verliep rommelig. Roda JC werd wederom vroeg uitgeschakeld in de beker en de resultaten bleven achter bij de voorgaande jaren. Vloet botste met zijn spelers en er ontstond onrust binnen de club. Hoewel Vloet het elftal langzaamaan weer op het spoor kreeg, besloten de club en trainer al voor de winterstop bekend te maken het aflopende contract niet te verlengen. De club eindigde dat seizoen op de achtste plaats.

### Sparta en ADO Den Haag
Van 2005 tot 2007 was Vloet trainer van Sparta Rotterdam, dat zojuist promotie had afgedwongen naar de Eredivisie. Vloet kende bij Sparta een moeizame tijd. In de twee seizoen dat Vloet werkzaam was bij Sparta wist de ploeg, met een dertiende en veertiende plaats, zich tweemaal veilig te spelen voor degradatie, toch voelde Vloet zich niet gesteund door de club. Eind december 2006 trad hij naar buiten met het nieuws zijn contract niet te verlengen.
In de zomer van 2007 maakte hij de overstap naar ADO Den Haag, dat zojuist direct gedegradeerd was uit de Eredivisie. Vloet tekende een contract voor een jaar en kreeg de opdracht mee direct weer promotie af te dwingen. Het avontuur in Den Haag duurde voor Vloet maar een seizoen. De club kende financiële problemen en bleef in de middenmoot steken. In januari 2008 gaf Vloet aan zijn contract niet te verlengen bij gebrek aan perspectief bij de club. Later overwoog Vloet zijn functie per direct neer te leggen, maar besloot toch het seizoen af te maken. Hoewel de ploeg geen sterk seizoen kende, wist Vloet met een zesde plaats de play-offs te bereiken. ADO stroomde in in de eerste ronde, maar wist na overwinningen op Go Ahead Eagles, VVV-Venlo en RKC Waalwijk toch te promoveren.

### PSV en N.E.C.
In de zomer van 2008 werd Vloet hoofd jeugdopleidingen bij PSV Eindhoven. Vloet tekende een contract tot 2011. Vloet werkte in een onrustige periode bij de Eindhovense club. De club startte met Huub Stevens als hoofdtrainer, die halverwege het seizoen opstapte en werd opgevolgd door Dwight Lodeweges. Daarnaast speelden er diverse affaires rond directeur Jan Reker.
Vloet hield het een goed jaar uit in Eindhoven. In november 2009 werd hij trainer van N.E.C.. Met N.E.C. speelde hij in de middenmoot van de Eredivisie en eindigde op een dertiende en elfde plaats.

### Directeur bij Sparta
In de zomer van 2011 tekende Vloet een vijfjarig contract bij Sparta Rotterdam, waar hij algemeen en technisch directeur werd. Hij volgde hiermee zowel respectievelijk Peter Bonthuis en Rob Baan op. Voor Vloet was het een bewuste keuze om het trainingsveld te verruilen voor een kantoor. In de eerste seizoen als directeur lukte het Sparta niet om de doelstelling van promotie te behalen. Hoewel de ploeg in de competitie tweede werd achter FC Zwolle, wist het in de nacompetitie in de halve finale, waarin Sparta direct instroomde, niet te winnen van latere promovendus Willem II. Wel kwam Sparta in de gezonde financiële categorie 1. Het seizoen begon de ploeg met trainer Michel Vonk sterk. De ploeg behaalde de tweede periode titel en lange tijd leek het kampioenschap zeker. In de slotfase van de competitie kwam de klad in de resultaten en zakte de ploeg in enkele weken van de eerste naar de vierde plaats. Na een crisisoverleg besloot Vloet trainer Vonk en diens assistent Pascal Jansen te ontslaan. Vloet wist oud-trainer Henk ten Cate, die ondertussen furore had gemaakt als trainer van onder andere FC Barcelona en AFC Ajax, over te halen de club pro Deo onder zijn hoede te nemen en klaar te stomen voor de Eredivisie. Ten Cate wist de ploeg naar de derde plaats te leiden en bereikte de finale van de play-offs voor promotie/degradatie, waarin de ploeg verloor van Vloets oud-ploeg Roda JC. Hierna stelde Vloet Adrie Bogers aan als trainer, wat geen succes werd. Al in december zette Vloet hem aan de kant, wegens een gebrek aan passie en beleving in het spel van de Rotterdamse club. De club stond op dat moment tweede achter FC Dordrecht, met een achterstand van acht punten. Ondertussen was de positie van Vloet ook onhoudbaar geworden. Het ontslag van Bogers bleek een miskleun. De ploeg zakte onder Bogers' vervanger Gert Kruys weg naar de tiende plaats van de eerste divisie en er ontstond veel weerstand in de club. In februari 2014 droeg Vloet zijn taken als technisch directeur over aan Leo Beenhakker en een maand later beëindigden de club en Vloet de samenwerking.

### Niki Volos en FC Den Bosch
Vloet tekende in juni 2014 een driejarig contract bij Niki Volos, dat op dat moment net naar de Super League was gepromoveerd. Nadat hij de eerste drie competitiewedstrijden verloor van achtereenvolgens Olympiakos Piraeus, Atromitos FC en PAOK Saloniki ontsloeg de club hem, drie maanden na zijn aankomst..
10 februari 2016 tekende Vloet een nieuw contract welke hem voor 2,5 jaar opnieuw aan FC Den Bosch verbond. Hij volgde daar de ontslagen René van Eck op. In maart 2017 promoveerde hij binnen de club naar de functie manager voetbalzaken. In die rol werd hij verantwoordelijk voor de gehele jeugdopleiding en het scoutingapparaat van de club. Hij tekende een contract voor onbepaalde tijd. Hij werd opgevolgd door Wil Boessen.

## Persoonlijk
Wiljan Vloet is de vader van voetballer Rai Vloet.
Vloet is politiek actief binnen het CDA. In 2017 stond hij voor de partij op de kieslijst voor de Tweede Kamerverkiezingen. Hij stond op de 43e plaats en gaf aan bij een uitverkiezing of voldoende voorkeurstemmen toe te zullen treden tot de Tweede Kamer. De partij behaalde 19 zetels en Vloet uiteindelijk slechts 450 voorkeurstemmen.
Na zijn laatste klus in het voetbal ging Vloet aan de slag bij de organisatie Roparun. Daarna werd hij directeur van de Westerschelde Ferry.